# Лайф (финансовая группа)
Финансовая группа «Лайф» — российская финансовая группа, контролировавшаяся ОАО АКБ «Пробизнесбанком» (в 2015 объявлен банкротом) под руководством президента банка Сергея Леонтьева, объединявшая в себе его активы ОАО АКБ «ВУЗ-банк», АО КБ «Интерпромбанк», ЗАО «Национальный банк сбережений», ОАО «Газэнергобанк», ОАО КБ «Пойдём!», Пробизнес-Девелопмент, Факторинговую компанию «Лайф», коллекторскую компанию.

## История
В 1993 году Сергей Леонтьев и Александр Железняк основали «Пробизнесбанк», а спустя 10 лет приступили к формированию финансового холдинга горизонтального типа с целью объединения компаний, ориентированных под разные потребности клиентов, и внедрения в них единых стандартов и технологий. Они сделали ставку на активное развитие региональной сети за счет открытия новых офисов в регионах присутствия, так и на новых локальных рынках..
В 2003 году Пробизнесбанком была сформирована финансовая группа, объединяющая активы банка. Была принята стратегия развития, в рамках которой выделялось три блока: розничный, обслуживание предприятий малого и среднего бизнеса и корпоративный. Основной упор в стратегии был сделан на органический рост за счет активного использования существующей сети и открытия новых офисов в регионах присутствия.
Первым приобретением компании стал ОАО АКБ «ВУЗ-банк» (Екатеринбург) в 2003 году, в котором группа через ОАО АКБ «Пробизнесбанк» приобрела контрольный пакет акций.
В 2004 году был приобретен банк ЗАО АКБ «Экспресс-Волга» (Саратов).
В сентябре 2006 года финансовая группа через ОАО АКБ «Пробизнесбанк» увеличила инвестиционный портфель и месяц спустя в группу вошёл «Ивановский областной банк» (Иваново) (позднее — Национальный банк сбережений). Были приняты ценности ФГ Лайф, которые заключаются в лояльности к клиентам, развитии делового партнёрства, командной работе.
В июле 2008 года финансовая Группа Лайф вошла в Зал Славы Сбалансированной системы показателей за достижения в области реализации стратегии (Balanced Scorecard Hall of Fame for executing strategy, BSC) компании Palladium.
В период 2008 года компания увеличила свой капитал, разместив обыкновенные акции в рамках ранее зарегистрированной ЦБ РФ эмиссии обыкновенных акций в пользу East Capital Financial Institutions Fund AB. Сумма размещения составила 375 млн рублей. В ноябре этого же года в Финансовую группу «Лайф» вошёл ОАО «Газэнергобанк» (Калуга), а в декабре ОАО «Банк24.ру» (Екатеринбург), процесс интеграции который был завершён в 2009 году. Также акционерами Финансовой группы «Лайф» и Пробизнесбанка было принято решение выделить факторинговое направление в отдельный бизнес ООО Факторинговую компанию «Лайф» (2007 год).
В августе 2012 года финансовая группа основала венчурный фонд «Лайф. СРЕДА», стартовый капитал составил 10 млн долларов. Фонд специализируется на инвестициях в мобильные и интернет-проекты в финансовой сфере.
Осенью 2013 года группа провела ребрендинг. Новый фирменный стиль и логотип группы должен стать неким связующим звеном между группой и входящими в неё бизнесами, а также повысить узнаваемость марки.
В 2014—2015 годах в ходе санации, под контролем «Агентства по страхованию вкладов», группа контролировала самарский ОАО Коммерческий банк Солидарность.
12 августа 2015 года ЦБ РФ отозвал лицензию на осуществление банковских операций у материнского банка ОАО АКБ «Пробизнесбанк», остальные банки группы передаются на санацию под руководством АСВ, что приводит к прекращению работы Финансовой Группы «Лайф».

### Лайф факторинг
По данным интернет-СМИ, одна из структур в составе финансовой группы «Лайф» — «Лайф факторинг» — выступила поручителем кредита под финансовое оздоровление банка «Солидарность» за офшорную компанию «Аливикт» (через Alivikt Holdings Limited она владела 52,95 % акций лишенного лицензии «Пробизнесбанка». Конечными бенефициарами Alivikt Holdings Limited на тот момент были Александр Железняк, Сергей Леонтьев и Эльдар Бикмаев). Сумма, которую выдало АСВ компании «Аливикт» составила 2,2 млрд.руб. Деньги были выданы на льготных условиях (6 % годовых), но возвратными (до 2018 г.). Для гарантии обязательств перед АСВ «Лайф факторинг» передал госкорпорации в залог права требования к клиентам компании или должникам по договорам факторинга. Размер прав требований составлял чуть более 3 млрд руб., залоговая стоимость прав требования оценена в 1,8 млрд руб. Взыскать залоги АСВ, согласно договору, может в случае неисполнения или ненадлежащего исполнения заемщиком своих обязанностей. Ранее АСВ уже выдавало 3 млрд руб. кредита банку «Солидарность» под поручительство офшора. Уставной капитал «Лайф Факторинг» составлял 100 тысяч руб.

## Собственники и руководство
Топ-менеджмент во главе с президентом банка Сергеем Леонтьевым контролировал 52,95 % его акций, в числе портфельных инвесторов — шведский фонд East Capital (19,93 %), ЗАО «ИНГ Банк (Евразия)», фонд BlueCrest Strategic Limited и другие.

## Деятельность
Сеть физического присутствия Группы «Лайф»:
|           | 2005 | 2006 | 2007 | 2008 | 2009 | 2010 | 2011 | 2012 |
| --------- | ---- | ---- | ---- | ---- | ---- | ---- | ---- | ---- |
| Регионы   | 8    | 16   | 48   | 58   | 70   | 70   | 71   | 75   |
| Отделения | 21   | 57   | 143  | 233  | 261  | 370  | 524  | 700  |

В последние годы существования Группа поддерживала темпы роста кредитного портфеля на уровне +20 %, активов — на уровне +30-40 %. По данным на 1-е полугодие 2011 года активы составили более 117 млрд рублей, согласно отчетности МФСО.
По совокупному объёму активов группа входила в TOP-30 российских банковских групп, в ТОП-20 российских банков по объёму привлеченных вкладов физлиц, в ТОП-5 крупнейших кредиторов малого бизнеса, в десятку самых «карточных» российских банков.
Банки, входящие в группу «Лайф», занимались интегрированием мобильных технологий в бизнес-процессы. Банк24.ру занимал 7-е место в Топ-10 наиболее активных в социальных сетях банков..
Группа внедряла инновационные решения для банковского сектора и делает упор на развитии персонального сервиса для клиентов. Среди инициатив Леонтьева как её основателя — проект по управлению лояльностью, который реализуется совместно с американской компанией Satmetrix. В рамках проекта ежемесячно опрашивалась независимая выборка клиентов, на базе ответов которых определялся уровень лояльности (NetPromoterScore, NPS) — процент тех, кто готов или не готов рекомендовать банк своим друзьям.

## Награды
2012 год
Пробизнесбанк (входит в Финансовую группу «Лайф») — лауреат премии «Компания года» в номинации «Клиентоориентированная группа»
Факторинговая компания "Лайф (входит в Финансовую группу «Лайф») — лауреат премии конкурса «Финансовая Элита России» в номинации «Факторинговая компания года в сфере обслуживания и финансирования малого и среднего бизнеса»